# Christian Früchtl
Christian Früchtl, född 28 februari 2000 i Bischofsmais, är en tysk fotbollsmålvakt som spelar för österrikiska Austria Wien. Han har tidigare representerat olika tyska ungdomslandslag mellan U15- och U20-nivå. 

## Karriär
Früchtl kom till Bayern München den 1 juli 2017. Den 27 februari 2018 skrev han på ett kontrakt med klubben fram till 30 juni 2020. Den 7 augusti 2020 lånades Früchtl ut till 2. Bundesliga-klubben 1. FC Nürnberg på ett säsongslån. Han spelade dock inga matcher under sin tid i Nürnberg.
Den 15 juni 2022 värvades Früchtl av österrikiska Austria Wien, där han skrev på ett treårskontrakt.